# Essex Fells
Essex Fells è un borough nella Contea di Essex, New Jersey, Stati Uniti. Dal censimento del 2010, gli abitanti del paese sono 2.113.
Essex Fells fu incorporato come borgo (borough) da un atto della legislatura del New Jersey il 31 marzo, 1902, da una porzione della città di Caldwell.